# Joseph de Boulainvilliers de Croÿ
Pour les articles homonymes, voir Boulainvilliers et Croÿ.
Joseph Marie Louis de Boulainvilliers de Croÿ, né le 14 septembre 1757 à Brest et mort le 17 janvier 1795 à Saint-Jean-Brévelay, est un militaire français et un chef chouan.

## Biographie

### Jeunesse
Joseph de Boulainvilliers de Croÿ est le fils d'Henri-Louis de Boulainvilliers de Croÿ (1721-1797), marquis de Boulainvilliers de Croÿ, chef d'escadre des armées navales en 1780 qui a commandé le Languedoc sous les ordres du comte d'Estaing pendant la campagne le long des côtes du Rhode Island en 1779, et de Marie-Elisabeth du Plessis Mauron de Grenédan (1725- ).
En 1768 il est admis dans les écoles militaires. En 1771 il entre dans la Marine royale comme Garde-marine. Il embarque sur le vaisseau l' Hippopotame en mai 1772. Il est enseigne de vaisseau en avril 1777. Il participe à la guerre d'indépendance des États-Unis. Il combat sur le Protée le 23 février 1780. Il est ensuite sur le Glorieux qui se bat à la Martinique le 29 avril 1781 pour lever le blocus anglais. Il prend le commandement du vaisseau américain Queen Charlotte en août 1781 qui soutient le débarquement des troupes du comte de Rochambeau et de George Washington jusqu'à la capitulation de Yorktown. Nommé lieutenant de vaisseau en 1782, il commande successivement la Suzanne puis la Surveillante.
Il s'est marié le 24 juin 1783 avec Elisabeth de La Poype de Vertrieux, avec qui il eut une fille, puis s'était établi chez sa maîtresse Madame de Forzan au manoir de Kernicol à Saint-Jean-Brévelay.

### Chouannerie
Pendant la Révolution, il prend la tête d'une bande de chouans dans le Morbihan qui s'emploie à piller les patriotes et à couper les arbres de la liberté dans les environs de Josselin, Ploërmel, Broons et Montfort-sur-Meu.
Le 12 juillet 1794, une conférence tenue à l'initiative de Joseph de Puisaye et de Pierre Guillemot instaure un Conseil royal du Morbihan, en vue d'organiser l'insurrection dans le département. Trois hommes sont placés à la tête du Comité central : Pierre Guillemot, Joseph de Boulainvilliers de Croÿ et La Bourdonnaye de Coëtcandec,. Des commandants sont nommés dans chaque canton et chaque paroisse est pourvue d'un chef désigné par le Comité central, qui, le plus souvent, choisit celui reconnu par les paysans insurgés.
En juillet, Puisaye décide cependant de nommer un commandant unique à la tête du Morbihan. Il désigne d'abord La Bourdonnaye, mais celui-ci se récuse, estimant ne pas avoir les compétences nécessaires,. Boulainvilliers s'autoproclame alors ou est désigné général en chef du Morbihan et reçoit de Puisaye une subvention de 50 000 francs,.
Cependant, les 17 et 18 août, Boulainvilliers subit deux rudes échecs lors du combat de Saint-Jean-Brévelay et du combat de Trédion,. Celui-ci est alors destitué Puisaye qui nomme à sa place Sébastien de La Haye de Silz le 26 août. 

### Mort
Furieux, Boulainvilliers s'enfuit dans la région de Ménéac avec l'essentiel de l'or remis par Puisaye,. Mais en décembre, il retourne à Saint-Jean-Brévelay, afin de revoir sa maîtresse, Madame de Forsanz, qui venait d'être relâchée par les républicains,. Sur ordre de Guillemot, il est alors arrêté au manoir de Kernicol par le capitaine de la paroisse, Le Thiers ou Le Labourier, et conduit au village voisin de Kerhervy, où il est jugé, condamné à mort, et fusillé le 17 janvier 1795,.

## Famille
- Louis Henry de Boulainvilliers de Croÿ (1721-1797), capitaine de vaisseau, chef d'escadre, marié en 1752 avec Marie-Élisabeth du Plesses de Grenédan (1725-1775)
  - Marie-Charlotte de Boulainvilliers de Croÿ (1755- )
  - Joseph Louis Marie de Boulainvilliers de Croÿ (1757-1795) marié en 1783 avec Élisabeth Thérèse de la Poype de Vertrieux (1785-1853)
  - Élisabeth Sylvie de Boulainvilliers de Croÿ (1760-1800)
  - Marie-Adélaïde Josèphe de Boulainvilliers de Croÿ (1761-1850)
  - Pierre de Boulainvilliers de Croÿ

Joseph de Boulainvilliers de Croÿ est le grand-père de Paul de Flotte, officier de marine, explorateur, suiveur de Giuseppe Garibaldi.